# Simca 1100
O Simca 1100 é uma série de automóveis do segmento C franceses – principalmente hatchbacks, mas também peruas e furgões de entrega populares – produzidos há mais de 15 anos pela montadora francesa Simca, de 1967 a 1982/1985. Houve até um hatch esportivo e um crossover familiar: o Matra Simca Rancho. Os hatchbacks foram substituídos pelo Simca-Talbot Horizon.
A série Simca 1100 de 1967 é historicamente impressionante por sua combinação inicial de muitos recursos de design moderno – em carros muito acessíveis e em muitas configurações (de motor) disponíveis. Os automóveis da série 1100 foram os primeiros a integrar um motor montado transversalmente e tração dianteira, com suspensões independentes modernas e versáteis com barras estabilizadoras (braços duplos na frente e semi-reboque traseiro braços) e freios a disco, direção pinhão e cremalheira e bancos traseiros rebatíveis, para máximo aproveitamento de espaço e praticidade.
A linha de hatchbacks com tração dianteira Simca 1100, introduzida em 1967, foi um campeão de vendas em toda a Europa e disse ter (contribuído para) convencer a Volkswagen a substituir toda a sua linha de veículos com motor e tração traseira, por uma gama totalmente nova de motor dianteiro e tração dianteira, levando às séries Polo, Golf e Passat.
Com pouco menos de quatro metros de comprimento (3,94 m), os hatchbacks da série Simca 1100 de 1967 praticamente definiram o modelo para os hatchbacks europeus e japoneses do segmento C, definindo a maioria de suas principais características de design durante várias das décadas seguintes.

## Introdução

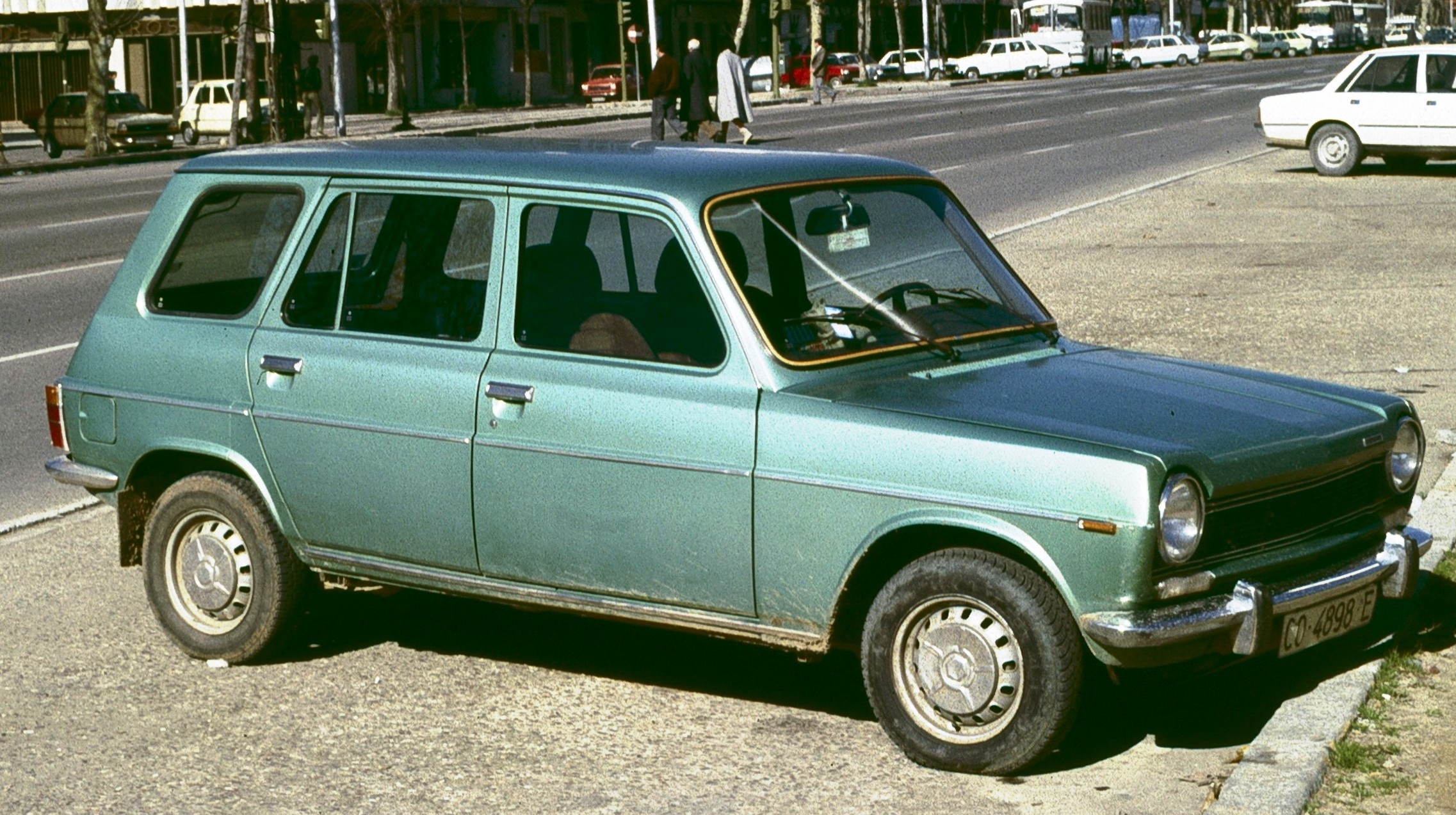
Simca 1200 GLS "Confort Break" (perua), produzida pela Chrysler España (na Espanha)

Quando exibido pela primeira vez na Sardenha e no Salão do Automóvel de Paris em 1967, o 1100 tinha um design avançado, apresentando uma carroceria hatchback ou perua, com bancos traseiros dobráveis, freios a disco dianteiros, direção de pinhão e cremalheira, suspensão dianteira independente (duplo A) e traseira (braço semioscilante), usando molas de barra de torção dianteiras e traseiras e barras estabilizadoras.
Várias permutações estavam disponíveis, com transmissão manual, automática ou semiautomática. O motor era inclinado para permitir um capô mais baixo; e o motor, a caixa de câmbio e a suspensão eram transportados em um subchassi para permitir que o monobloco fosse relativamente sem tensão. A carroceria era soldada ao chassi, não aparafusada. O 1100 foi supostamente estudado de perto pela Volkswagen quando esta última empresa estava projetando seu Volkswagen Golf, depois de ter feito veículos exclusivamente com motor traseiro e tração traseira por quase 25 anos, desde o reinício da produção do VW Fusca desenvolvido antes da guerra, até o lançamento do K70 desenvolvido pela NSU em 1970.
Os modelos de perua "Break" não eram maiores que os hatchbacks, apenas tinham um formato mais quadrado e, portanto, eram mais espaçosos e práticos.

## História
O 1100 foi o resultado do "Projeto 928", iniciado em 1962, finalizado pelos engenheiros Philippe Grundeler e Charles Scales. O design foi resultado da pesquisa de mercado da Simca no início dos anos 1960, que mostrou a crescente popularidade dos carros com tração dianteira, que forneciam melhor conforto e utilização de espaço em carros pequenos.
Na primavera de 1962, a Simca organizou um projeto para uma nova plataforma de lançamento 1966/–67 para uma linha de carros com tração dianteira, incluindo sedãs, peruas e veículos comerciais leves, todos se enquadrando na classe tributária francesa 6CV — entre o Simca Mille e o sedã Simca 1300.
Tanto a colocação transversal quanto a longitudinal do motor foram testadas, e em 1963 o projeto do motor transversal foi aprovado. O Simca 1100 foi um dos primeiros projetos fora da Fiat a apresentar um motor transversal com uma caixa de câmbio e eixos de transmissão de comprimento desigual – agora quase universal entre carros pequenos – um possível resultado da influência da Fiat como acionista majoritária.
Com um modesto aumento de 15 cm no comprimento do veículo, mas uma distância entre eixos significativamente maior, de mais 30 cm, e mais de 10 cm de largura e altura, o novo 1100 oferecia muito mais espaço interno para assentos do que o pequeno Simca 1000, um pouco menor.
Em 1963, a Chrysler assumiu o controle acionário da Simca, aprovando o progresso do projeto em 1964, com uma meta de produção para o verão de 1967. O cronograma curto incluía o desenvolvimento de uma nova transmissão e a fabricação de uma versão maior do motor traseiro e tração traseira Simca 1000 "Poissy", agora com 1.118 cc de cilindrada — 160 cc a mais que a unidade de 944 cc "1,0 litro" usada no 1000 ('Mille'), enquanto o 1500 usava um motor de 1,5 L.
Mais tarde, foram adicionados um Simca 1200, com 1.204 cc, e um Simca 1300, com 1.294 cc, enquanto o antigo "1000" também foi disponibilizado, como uma opção ainda mais acessível e econômica.

## Modelos

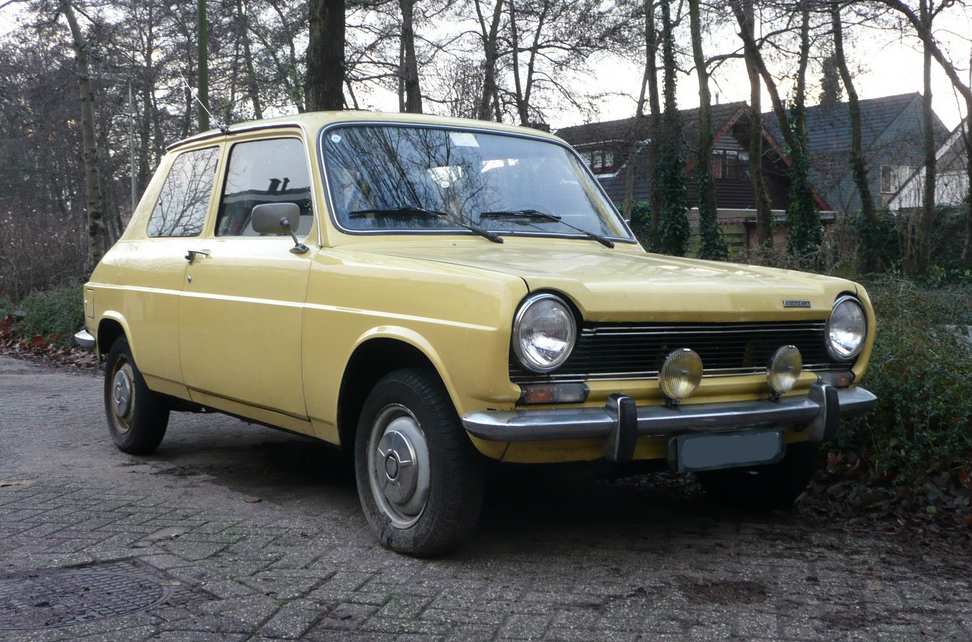
Simca 1100 LS 3 portas 1974

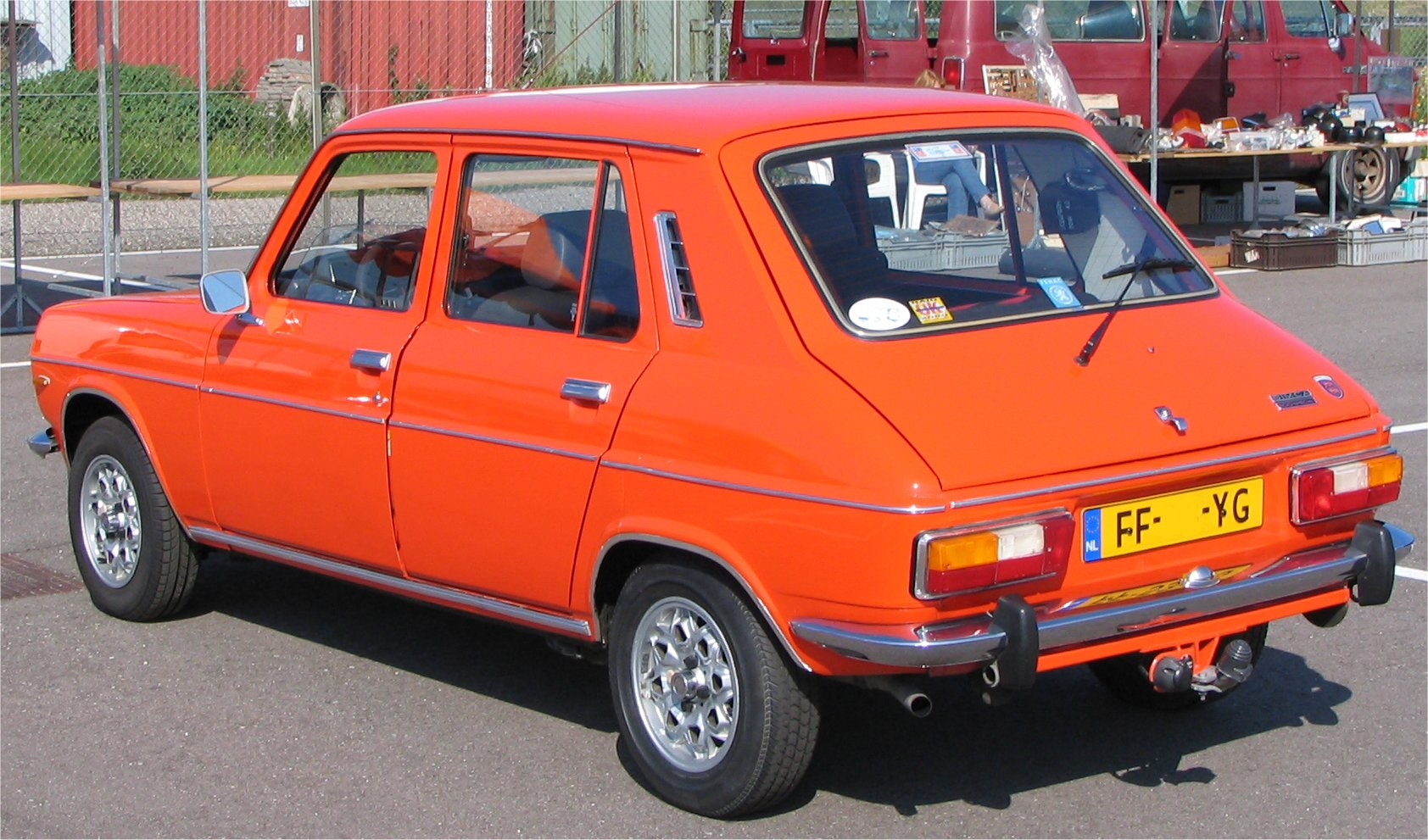
Simca 1100 "Special" 5 portas

O Simca 1100 1967 foi um dos primeiros designs de hatchback a entrar em produção com um banco traseiro dobrável e em quatro versões de carroceria: hatchbacks de três e cinco portas, bem como uma perua de quatro portas de comprimento igual e uma variante de furgão. Era semelhante em conceito a um carro francês anterior, o Renault 16, que havia sido lançado dois anos antes, no segmento de mercado mais alto 'D', e ainda usava um motor dianteiro longitudinal montado no meio, com a caixa de câmbio na frente dele, como vários carros de tração dianteira anteriores, incluindo o hatchback original produzido em massa, o Renault 4 1961. Quando a Renault lançou seu "novo" Renault 6 do segmento C um ano depois, em 1968, ficou dolorosamente claro o quão à frente a série Simca 1100 estava, em contraste.
Diferentes níveis de equipamento foram definidos como LS, GL, GLS e "Special". Peruas de três e cinco portas também foram incluídas na linha.

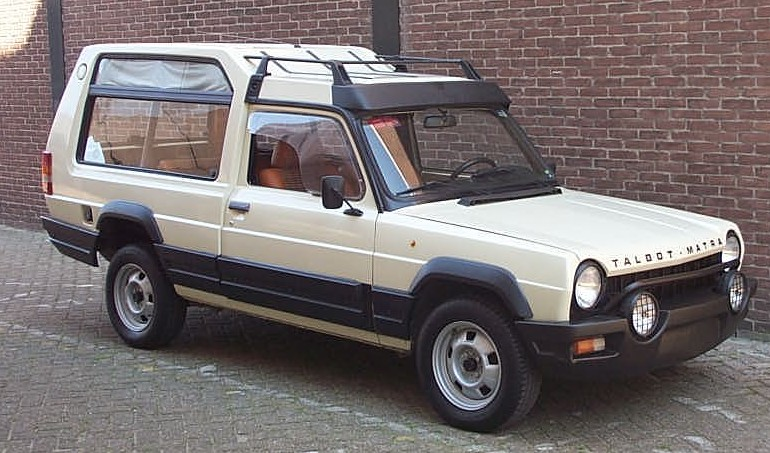
Matra Rancho

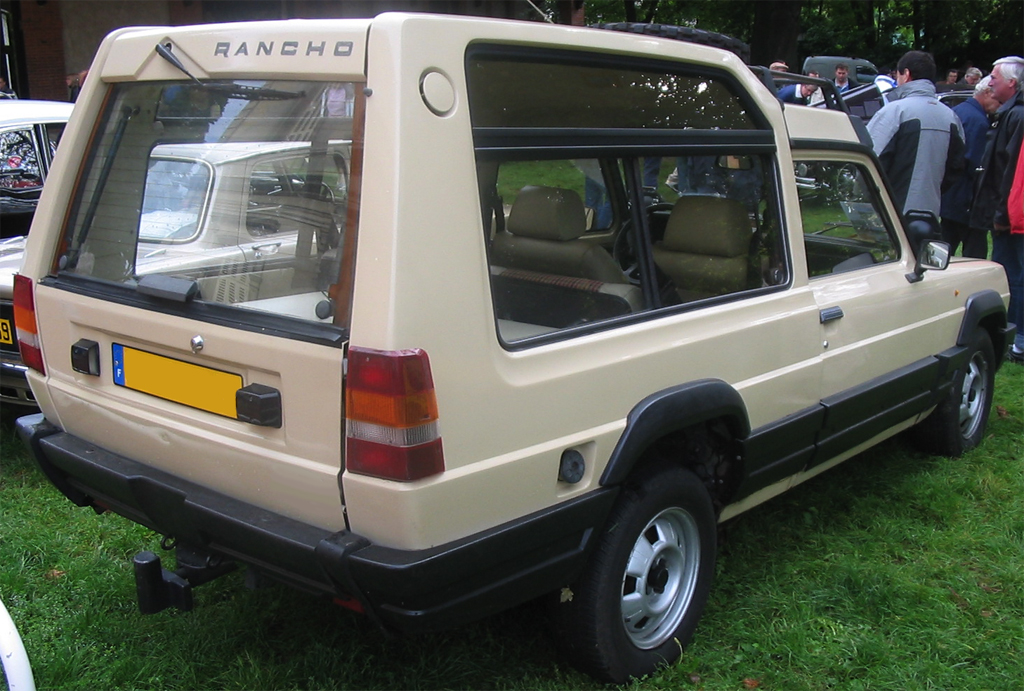
Traseira do Matra Rancho

O carro foi equipado com motores "Poissy" Simca Type 315 a gasolina OHV com variantes de 944, 1118 e 1294 cc, dependendo do ano e do mercado. Um motor "cursado" de 1118 cc com cilindrada de 1,2 litros foi introduzido em 1971 no mercado do Reino Unido como Simca 1204. Este nome e motor também foram usados nos EUA, onde o carro foi vendido em quantidades limitadas, começando em 1969. O motor maior de 1204 cc usado na América do Norte produz 63 cv; os modelos hatchback e perua foram oferecidos. O carro não fez sucesso na América e a Simca deixou o mercado dos EUA em 1972. Em 1974, o esportivo TI apareceu com o motor de 1294 cc de 82 cv, na época em que o carro também viu um redesenho cosmético. Com base no chassi do 1100, a empresa de engenharia Matra criou uma derivação de crossover familiar leve e inicial, chamada de Matra Rancho.
O 1100 tinha uma caixa de câmbio manual de quatro marchas e espaço para cinco pessoas. Havia também uma caixa de câmbio semiautomática de três marchas que exigia troca manual, mas usava uma embreagem ativada eletronicamente. A configuração de transmissão do 1100 era a mesma que a introduzida pela Fiat no Autobianchi Primula 1964, pois era transversal e axial com o motor dando o layout "motor de um lado, transmissão do outro" copiado em quase todos os "hatchbacks" e veículos com tração dianteira em todo o mundo desde então. Na França, o 1100 foi muito bem-sucedido, alcançando o status de campeão de vendas, mas era menos competitivo em mercados de exportação não europeus.

### O primeiro "hot hatch"

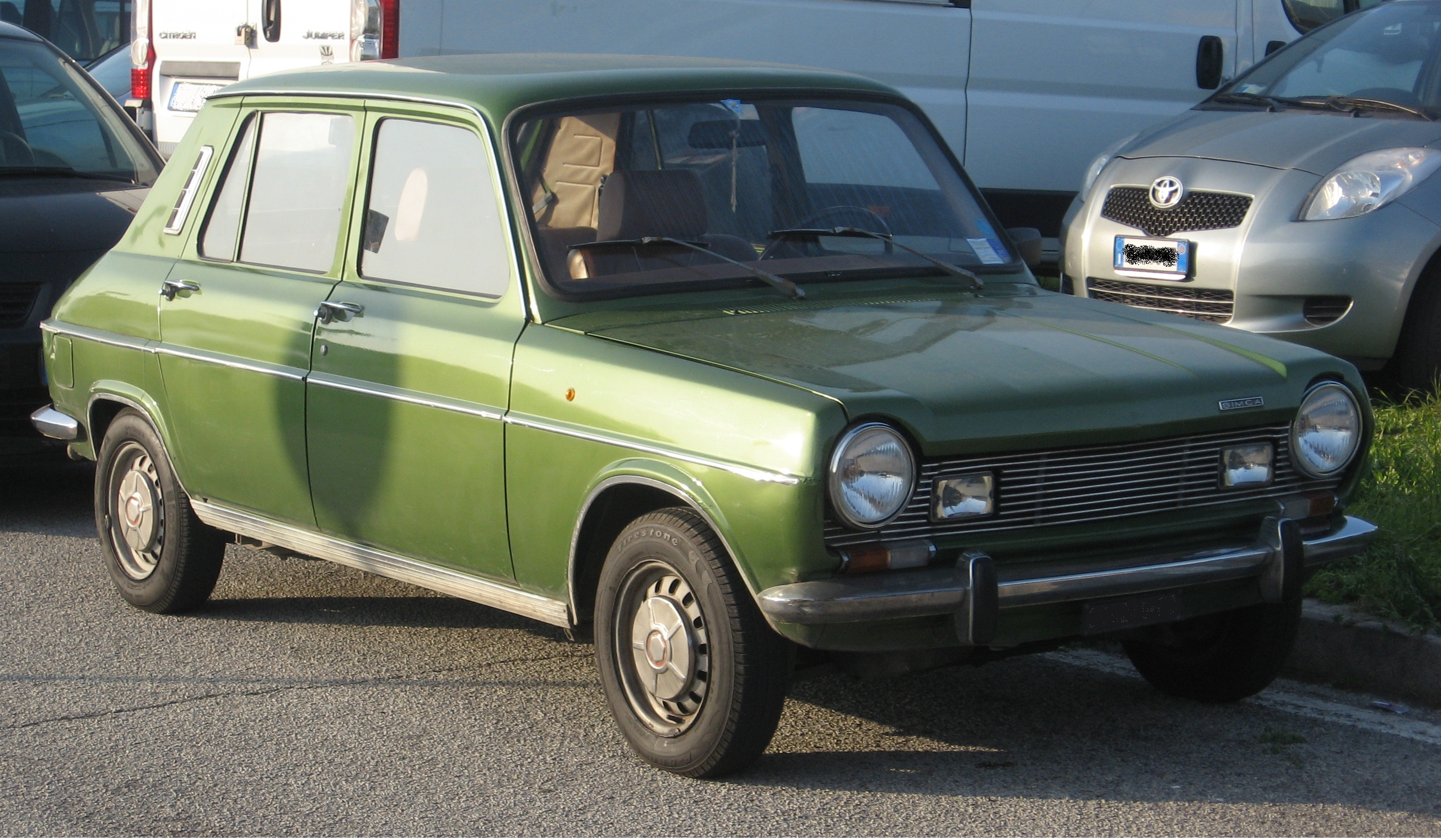
Simca 1100 TI 1974

Um dos carros com a reivindicação mais forte como "o primeiro Hot Hatch" foi o Simca 1100 TI, disponível a partir de 1974, com 83 cv de potência - mais de 40% a mais de potência do que o padrão de 58 cv - o que melhorou drasticamente o desempenho. Ele elevou a velocidade máxima do carro para mais de 161 km/h pela primeira vez, para 169 km/h, e deu a ele uma aceleração de 0-97 km/h em 12 segundos. Com base no 1100 Special, introduzido em 1970, as características distintivas desta versão de desempenho eram seu arranjo de seis faróis e faróis de neblina, freios a disco dianteiros, spoilers dianteiros e traseiros, rodas de liga leve, grade preta fosca e escolha de cor de pintura única (vermelho), itens que seriam adotados pelos muitos "hot hatchbacks" que se seguiriam.

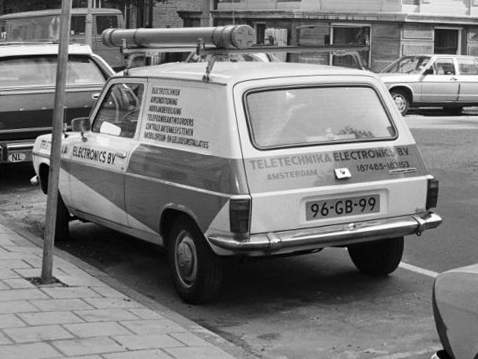
Simca 1100 VF1

Outro hot hatch inicial foi o Renault 5 Alpine (chamado Gordini no Reino Unido devido à Chrysler possuir o nome do modelo Alpine lá), que foi colocado à venda pela primeira vez em maio de 1976 e também antecipou as vendas do Volkswagen Golf GTi, em dois meses. O 1100Ti nunca foi vendido com volante à direita no Reino Unido.

### Variantes de furgão comercial leve

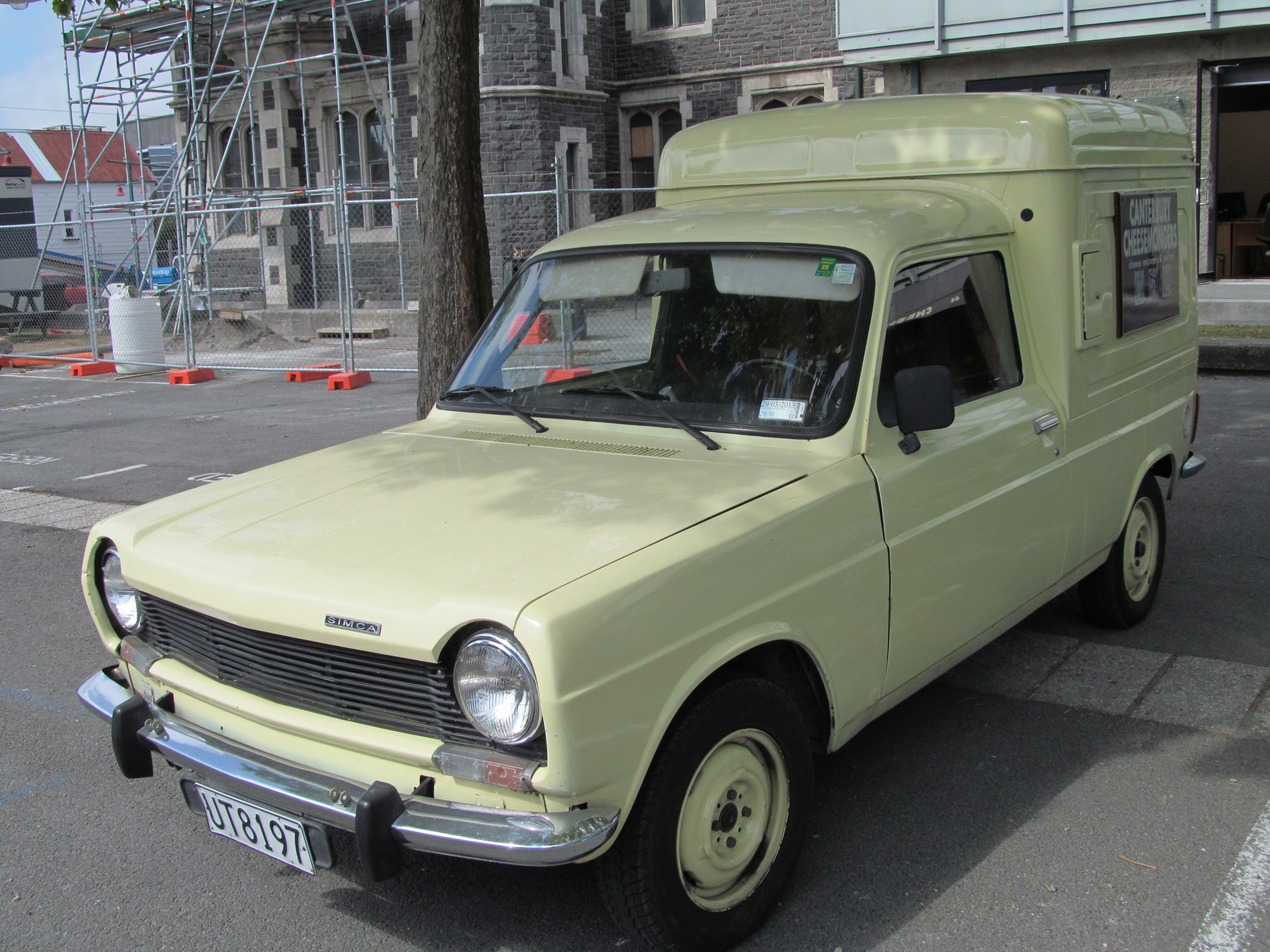
Simca 1100 VF2 1979

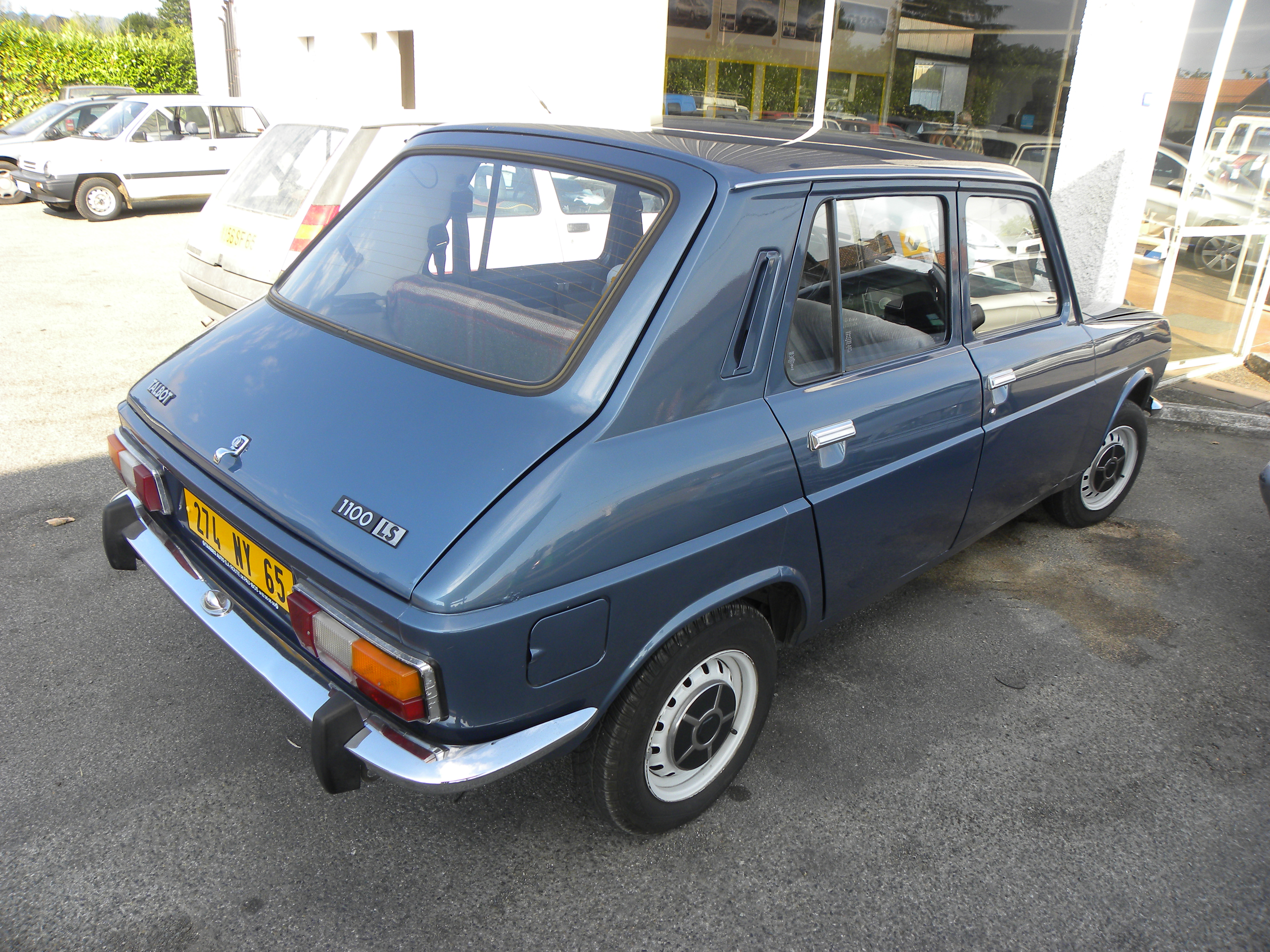
Talbot 1100 LS

Três variantes de veículos comerciais leves (LCV), um furgão de 2 portas baseado na perua e um furgão de teto alto, e uma picape leve também estavam disponíveis. Eles foram vendidos na maioria dos mercados europeus – na França e em alguns outros países como o Simca 1100 "Fourgonnette". As versões comerciais duraram até a primavera de 1985, três anos após os modelos de automóveis de passeio 1100 terem sido removidos do mercado.
No Reino Unido, o furgão de duas portas baseado na perua, com teto normal ou "baixo", era chamado de VF1 (abreviação de "Voiture Fourgonnette", furgão), o furgão de teto alto era chamado de VF2 e foi vendido a partir de dezembro de 1972, enquanto uma versão com teto ainda mais alto, introduzida em 1978, tornou-se o VF3. O modelo picape chegou em dezembro de 1975.
No Reino Unido, os modelos comerciais assumiram a marca Dodge depois de 1976 e foram chamados de Talbots depois de 1979. Os modelos comerciais foram vendidos como "Simca Fixaren" ("o consertador") na Suécia, onde foram equipados com uma versão de 66 cv do motor de 1,3 litro.
Além dos modelos de furgão dedicados, havia também uma versão comercial de dois lugares do hatchback de três portas disponível para clientes franceses a partir de dezembro de 1976. Este, o 1100 AS (para Affaires et Societés, empresas e negócios) de 50 cv qualificava-se para uma taxa de imposto consideravelmente mais baixa.

## Comércio
Durante o primeiro ano completo de produção, 1968, os volumes já eram fortes, com 138.242 veículos fabricados. É importante ressaltar que as vendas incrementais pareciam vir principalmente de fabricantes concorrentes, já que a produção geral do Simca aumentou de 251.056 carros em 1967 para 350.083 em 1968, e os volumes do Simca 1000, um pouco menor, eram virtualmente idênticos em cada um desses dois anos.
A produção atingiu o pico em 1973, com quase 300.000 Simca 1100s saindo da linha de montagem. No entanto, a produção caiu rapidamente até 1977, quando mais de 142.000 1100s foram feitos, e em 1978 (com o Chrysler Horizon lançado em fevereiro de 1978), apenas metade desse número (72.695) de Simca 1100s foi feito. Os volumes diminuíram para menos de 20.000 em 1981, que foi o último ano de produção na França, embora na Espanha a produção tenha continuado até 1982 do carro e 1985 da versão furgão.